# باغ ملالة
باغ ملالة (بالفارسية: باغ محله) هي مستوطنة تقع في قسم فاروج الريفي (مقاطعة فاروج) في إيران. يقدر عدد سكانها بـ 238 نسمة .